# São Miguel (ilha de Veneza)
São Miguel (San Michele em italiano) é uma ilha de Veneza. A ilha é um cemitério e está associada ao sestiere de Cannaregio.
A ilha tornou-se o cemitério de Veneza em 1807, quando, durante a ocupação francesa, foi decidido proibir os enterramentos nas ilhas principais. O transporte dos corpos é feito em gôndolas funerárias.
No cemitério estão as sepulturas de Igor Stravinsky, Joseph Brodsky, Sergei Diaghilev, Ezra Pound, Luigi Nono, Franco Basaglia.

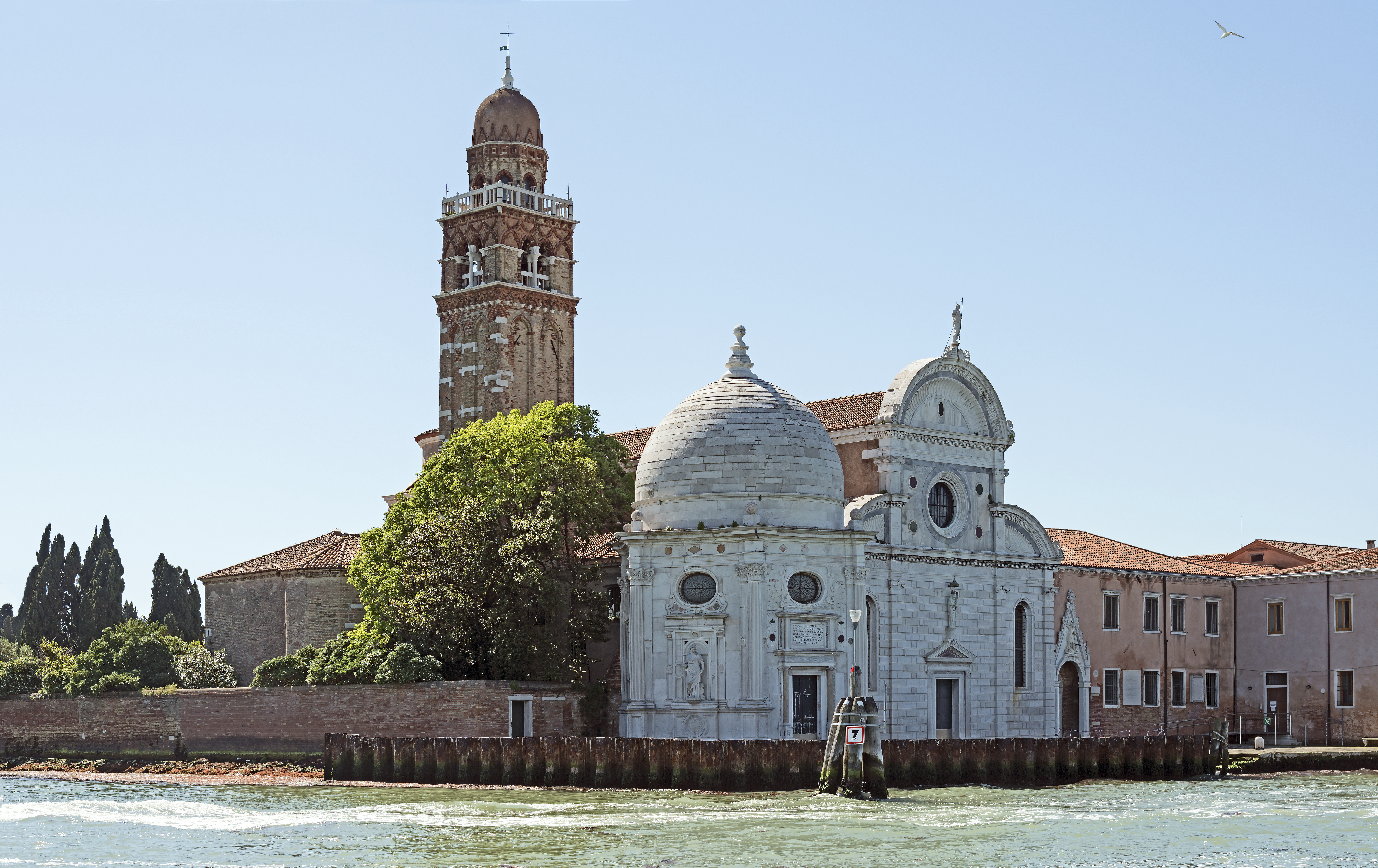
A Igreja.

Vista da ilha de São Miguel